# Snåsa
Snåsa este o comună din provincia Nord-Trøndelag, Norvegia.